# Шейх Худайдод Вали
Шейх Худайдод Вали (1461—1532) (узб. Shayx Xudoydod Vali, настоящее имя Худайберди, полное имя Хазрет Азизон Шейх Худайдод Вали ибн Хазрет Азизон Ортик Шейх) — исламский вали, пир, богослов, тюркский святой, легендарный суфийский шейх, распространитель ислама в Средней Азии, поэт, мистик и пахлаван-боец кураша, один из основателей суфийской школы «Джахрия-Султания» то есть «громкий зикр»., крупный теоретик и шейх учения Ходжа Ахмеда Ясави. Десятый в золотой цепи преемственности шейхов тариката Ясави.

## Биография
Шейх Худайдод Вали (Шайх Худойдоди Вали) родился в 1461 году в городе Кармана (Навоийский область), Узбекистан. Генеалогическое древо шежере Шейха Худайдода Вали восходит к самому пророку Мухаммаду (САВ). Сведения о шежере сохранены в таких источниках, как «Манокиби Шайх Худойдод Вали», «Хужжат уз-зокирин», «Тухфатул-зоъирин» Насир ад-дин ибн амир Музаффара, «Ламахот», «Самария». Учился в известной тогда медресе Жавзония (Жафония) в Самарканде, медресе Улугбека (1477—1482) и Бухарском медресе имени «Мулла Мухаммада». Был учеником — мюридом видного в Средней Азии последователя Ясавия тариката джахрия суфиийского Шейха Джамал ад-дин Азизона. После его смерти стал наставником яссавистов. Шейх Худайдод Вали занимался активной пропагандой ислама и учения Яссави. Вел весьма скромную жизнь.
Шейх Худойдод Вали Азизон через свою поэзию передавал мудрость и философию суфиев. В своих произведениях он воспевал и Всевышнего и человека, наставляя на путь справедливости, помощи нуждающимся, упоминая о том, что все народы являются творениями Всевышнего и имеют равные права. Однажды побывав в Карнабе, Шейх Худойдод Вали был очень удручён и возмущён тем, как издевается над простым народом местный бек. Совсем скоро эмир Бухары организовал праздник. Было принято, чтобы народные гулянья сопровождались состязаниями пахлаванов. Пахлаван-боец кураша Шейх Худойдод Вали повалил не одного соперника, и был признан победителем. А когда эмир пригласил пахлавана — победителя и спросил, чего он желает в качестве награды, Худойдод Вали не преминул воспользоваться возможностью и попросил эмира установить справедливость в Карнабе. Так народ Карнаба был освобождён от тирании бека. Шейх вёл крайне скромный, почти бедственный образ жизни. Но не позволял себе принимать дары вельмож. И Бухарский эмир Боки, и Мухаммед Шейбанихан всячески пытались приблизить к себе Хазрата Худойдод Вали. Эмир Боки, желая поддержать Шейха, отправил ему несколько мешков зерна, тот не принял подношений. Тогда эмир попросил наставника Худойдод Вали Шейха Джамал ад-дина Азизона повлиять на своего мюрида. И только после этого дары были приняты и тут же до последнего зёрнышка розданы вдовам, сиротам и нуждающимся. .
Последние годы жизни жил в селе Газира (Джамбайский район) Самаркандской области, умер там же в 12.08.1532 г., над его гробницей был возведен мемориальный комплекс «Шейх Худайдод Вали». Многие известные люди своего времени, в том числе правители, считали Шейх Худайдода Вали своим духовным наставником. Среди них был потомок Амира Тимура (Тамерлан) шах Захириддин Мухаммад Бабур, и правители «Шейбанидов» Мухаммед Шейбанихан, Абу Саид-хан, Убайдулла-хан.

## Потомки
В своей книге «Ламахот» Хазрет Азизон Олим Шейх писал, что у Шейха Худайдода Вали было три дочери и один сын:
- 1) Солих — единственный сын шейха, умер от болезни в возрасте шестнадцати лет, потомства не оставил.
- 2) Солиха Биби — старшая дочь, умерла в молодом возрасте, потомства не имела.
- 3) Биби Хадия — имела 3 сына от Сейида Такийуддина [7][8].: У Хожа Калона и Хожа Хурда детей не было. В свою очередь, у младшего сына Хожа Сейид Абдулбосита детей было много. Одним из известных потомков был Эшон Солиххон Маликов. Его потомки до сих пор живут в Самаркандской области, Джамбайский районе, в селе Газира[9].
- 4) Биби Махзуна — младшая дочь, была в браке с Сеййид Амиршохом. Их дети Амир Санъатилло, Хожа Абдурашид и Амир Бахавуддин.[10][11]